# 성서동 (대구)
성서동(城西洞, 1982년 9월 1일 ~ 1995년 12월 31일)은 대구광역시 달서구의 행정동(성서1~4동)이었다. 1914년 성서면과 감물천면을 경상북도 달성군 성서면으로 합면하였고, 1957년 대구시에 편입되었다가, 1963년 달성군에 환원되었고, 1980년 읍으로 승격하였고, 1981년 대구직할시 서구에 편입되어 성서출장소로 개편되었다.

## 명칭 유래
성서(城西)라는 명칭은 대구 달성의 서쪽에 있다 하여 성서라 이름이 붙여지게 되었다.

## 역사
- 1895년 6월 23일(음력 윤5월 1일) 23부제 실시로 대구부 대구군 성서면, 감물천면이 되었다.[1]
- 1896년 8월 4일 13도제 실시로 경상북도 대구군의 관할이 되었다.[2]
- 1910년 10월 1일 대구군이 대구부로 승격하여 경상북도 대구부의 관할이 되었다.[3]
- 1914년 4월 1일 대구부를 대구부, 달성군으로 분리하고, 성서면, 감물천면을 합면하여 경상북도 달성군 성서면이 되었다.[4] (12법정리)

| 조선총독부령 제111호         |                                                |                      |
| 구 행정구역                  | 구 행정구역                                    | 신 행정구역 (달성군) |
| 대구부 성서면(城西面)        | 파호동(巴湖洞)                                 | 성서면 파호동        |
| 대구부 성서면(城西面)        | 파산동(巴山洞), 회금동(琴回洞)                 | 성서면 파산동        |
| 대구부 성서면(城西面)        | 호림동(狐林洞)                                 | 성서면 호림동        |
| 대구부 성서면(城西面)        | 신당동(新塘洞)                                 | 성서면 신당동        |
| 대구부 성서면(城西面)        | 이곡동(梨谷洞), 율제동(栗堤洞)                 | 성서면 이곡동        |
| 대구부 성서면(城西面)        | 용상동(龍上洞), 용하동(龍下洞)                 | 성서면 용산동        |
| 대구부 성서면(城西面)        | 죽전동(竹田洞)                                 | 성서면 죽전동        |
| 대구부 감물천면[5](甘勿川面) | 갈산동(葛山洞)                                 | 성서면 갈산동        |
| 대구부 감물천면[5](甘勿川面) | 장동(壯洞), 망정동(望亭洞)                     | 성서면 장동          |
| 대구부 감물천면[5](甘勿川面) | 장기동(長基洞)                                 | 성서면 장기동        |
| 대구부 감물천면[5](甘勿川面) | 본리동(本里洞), 감천동(甘泉洞), 작촌동(鵲村洞) | 성서면 본리동        |
| 대구부 감물천면[5](甘勿川面) | 송현동(松峴洞)                                 | 성서면 송현동        |
- 1958년 1월 1일 성서면을 대구시에 편입하여 성서출장소를 설치하였다.[6]
- 성서출장소 송현동을 월배출장소로 이관하였다.
- 1963년 1월 1일 성서출장소를 달성군 성서면으로 환원하였다.[7] (11법정리)
- 1980년 12월 1일 성서면을 성서읍으로 승격하였다.[8]
- 1981년 7월 1일 성서읍을 대구직할시 서구에 편입하여[9] 성서출장소를 설치하였다.
- 1982년 9월 1일 성서1동, 성서2동, 본리동을 설치하였다.
- 1983년 3월 15일 성서3동을 설치하였다. 동시에, 성서출장소를 폐지하였다.
- 1988년 1월 1일 舊 성서출장소 일대를 신설되는 달서구에 편입하였다.[10]
- 1989년 6월 1일 성서2동을 성서2동, 성서4동으로 분동하였다.
- 1995년 1월 1일 대구직할시가 대구광역시로 개편하여[11] 대구광역시 달서구의 관할이 되었다.
- 1996년 1월 1일 성서3동에서 신당동이 분리되었다. 동시에, 행정동의 명칭을 법정동의 명칭에 맞추기 위해 성서1동을 장기동으로, 성서2동을 감삼동으로, 성서3동을 이곡동으로, 성서4동을 죽전동으로 개칭하였다.[12]
- 2003년 3월 31일 장기동을 장기동, 용산1동, 용산2동으로, 이곡동을 이곡1동, 이곡2동으로 분동하였다.[13]
- 2005년 4월 30일 법정동 파산동(巴山)의 명칭을 호산동(虎山)으로 변경하였다.[14]

## 행정 구역
| 행정동             | 법정동                       | 1914년 이전                            | 1914~1958년                                               | 1958~1963년                                                          | 1964~1981년                                                            | 1982~1995년                                                                                      | 1996~2005년                                                 | 2005년~                                    |
| ------------------ | ---------------------------- | -------------------------------------- | --------------------------------------------------------- | -------------------------------------------------------------------- | ---------------------------------------------------------------------- | ------------------------------------------------------------------------------------------------ | ----------------------------------------------------------- | ------------------------------------------ |
| 두류1·2동, 두류3동 | 두류동                       | 대구부 달서면 내당동, 외당동           | 달성군 달서면 내당동→ 대구부 내당동→ 대구시 내당동        | 대구시 내당동                                                        | 대구시 서구 내당동→ 대구시 서구 내당4~5동                              | 대구직할시 서구 내당4~6동→ 대구직할시 달서구 두류1~3동                                           | 대구광역시 달서구 두류1~3동                                 | 대구광역시 달서구 두류1·2동, 두류3동       |
| 성당동             | 성당동                       | 대구부 달서면 성당동                   | 달성군 달서면 성당동→ 대구부 성당동→ 대구시 성당동        | 대구시 성당동                                                        | 대구시 서구 성당동                                                     | 대구직할시 서구 성당동→ 서구 성당1~2동→ 대구직할시 달서구 성당1~2동→ 대구광역시 달서구 성당1~2동 | 대구광역시 달서구 성당1~2동                                 | 대구광역시 달서구 성당1~2동→ 달서구 성당동 |
| 감삼동             | 감삼동 일부                  | 대구부 달서면 감삼동                   | 달성군 달서면 감삼동→ 달성군 성서면 감삼동→ 대구시 감삼동 | 대구시 감삼동→ 달성군 성서면 감삼동                                  | 달성군 성서면 감삼동→ 성서읍 감삼동→ 대구직할시 서구 성서출장소 감삼동 | 대구직할시 서구 성서출장소 감삼동→ 서구 성서2동→ 달서구 성서2동                                  | 대구광역시 달서구 감삼동                                    | 대구광역시 달서구 감삼동                   |
| 죽전동             | 감삼동 일부 죽전동           | 대구부 성서면 죽전동                   | 경상북도 달성군 상서면 죽전동                             | 경상북도 대구시 죽전동                                               | 달성군 성서면 죽전동→성서읍 죽전동→대구직할시 서구 성서출장소 죽전동   | 대구직할시 서구 성서출장소 죽전동→서구 성서2동→대구직할시 달서구 성서2동→달서구 성서4동          | 대구광역시 달서구 죽전동                                    | 대구광역시 달서구 죽전동                   |
| 장기동             | 장기동 일부                  | 대구부 감물천면 장기동                 | 경상북도 달성군 성서면 장기동                             | 경상북도 대구시 장기동                                               | 달성군 성서면 장기동→성서읍 장기동→ 대구직할시 서구 성서출장소 장기동  | 대구직할시 서구 성서출장소 장기동→서구 성서1동→달서구 성서1동                                    | 대구광역시 달서구 장기동                                    | 대구광역시 달서구 장기동                   |
| 장기동             | 장동                         | 대구부 감물천면 장동, 망정동           | 경상북도 달성군 성서면 장동                               | 경상북도 대구시 장동                                                 | 달성군 성서면 장동→성서읍 장동→ 대구직할시 서구 성서출장소 장동        | 대구직할시 서구 성서출장소 장동→서구 성서1동→달서구 성서1동                                      | 대구광역시 달서구 장기동                                    | 대구광역시 달서구 장기동                   |
| 용산1동            | 장기동 일부↑ 용산동          | 대구부 성서면 용상동, 용하동           | 경상북도 달성군 성서면 용산동                             | 경상북도 대구시 용산동                                               | 달성군 성서면 용산동→성서읍 용산동→대구직할시 서구 성서출장소 용산동   | 대구직할시 서구 성서출장소 용산동→서구 성서1동→달서구 성서1동                                    | 대구광역시 달서구 장기동→대구광역시 달서구 용산1동          | 대구광역시 달서구 용산1동                  |
| 용산2동            | 장기동 일부↑ 용산동          | 대구부 성서면 용상동, 용하동           | 경상북도 달성군 성서면 용산동                             | 경상북도 대구시 용산동                                               | 달성군 성서면 용산동→성서읍 용산동→대구직할시 서구 성서출장소 용산동   | 대구직할시 서구 성서출장소 용산동→서구 성서1동→달서구 성서1동                                    | 대구광역시 달서구 장기동→대구광역시 달서구 용산2동          | 대구광역시 달서구 용산2동                  |
| 이곡1동, 이곡2동   | 이곡동 갈산동 일부↓          | 대구부 성서면 이곡동, 율제동           | 경상북도 달성군 성서면 이곡동                             | 경상북도 대구시 이곡동                                               | 달성군 성서면 이곡동→성서읍 이곡동→대구직할시 서구 성서출장소 이곡동   | 대구직할시 서구 성서출장소 이곡동→서구 성서3동→달서구 성서3동                                    | 대구광역시 달서구 이곡동→대구광역시 달서구 이곡1동, 이곡2동 | 대구광역시 달서구 이곡1동, 이곡2동         |
| 신당동             |                              |                                        |                                                           |                                                                      |                                                                        |                                                                                                  |                                                             |                                            |
| 신당동             | 대구부 성서면 신당동         | 경상북도 달성군 성서면 신당동          | 경상북도 대구시 신당동                                    | 달성군 성서면 신당동→성서읍 신당동→대구직할시 서구 성서출장소 신당동 | 대구직할시 서구 성서출장소 신당동→서구 성서3동→달서구 성서3동          | 대구광역시 달서구 신당동                                                                         | 대구광역시 달서구 신당동                                    |                                            |
| 호산동             | 대구부 성서면 파산동, 회금동 | 경상북도 달성군 성서면 파산동          | 경상북도 대구시 파산동                                    | 달성군 성서면 파산동→성서읍 파산동→대구직할시 서구 성서출장소 파산동 | 대구직할시 서구 성서출장소 파산동→서구 성서3동→달서구 성서3동          | 대구광역시 달서구 신당동                                                                         | 대구광역시 달서구 신당동                                    |                                            |
| 파호동             | 대구부 성서면 파호동         | 경상북도 달성군 성서면 파호동          | 경상북도 대구시 파호동                                    | 달성군 성서면 파호동→성서읍 파호동→대구직할시 서구 성서출장소 파호동 | 대구직할시 서구 성서출장소 파호동→서구 성서3동→달서구 성서3동          | 대구광역시 달서구 신당동                                                                         | 대구광역시 달서구 신당동                                    |                                            |
| 호림동             | 대구부 성서면 호림동         | 경상북도 달성군 성서면 호림동          | 경상북도 대구시 호림동                                    | 달성군 성서면 호림동→성서읍 호림동→대구직할시 서구 성서출장소 호림동 | 대구직할시 서구 성서출장소 호림동→서구 성서3동→달서구 성서3동          | 대구광역시 달서구 신당동                                                                         | 대구광역시 달서구 신당동                                    |                                            |
| 갈산동 일부        | 대구부 성서면 갈산동         | 경상북도 달성군 성서면 갈산동          | 경상북도 대구시 갈산동                                    | 달성군 성서면 갈산동→성서읍 갈산동→대구직할시 서구 성서출장소 갈산동 | 대구직할시 서구 성서출장소 갈산동→서구 성서3동→달서구 성서3동          | 대구광역시 달서구 신당동                                                                         | 대구광역시 달서구 신당동                                    |                                            |
| 본리동             | 본리동                       | 대구부 감물천면 본리동, 감천동, 작촌동 | 경상북도 달성군 성서면 본리동                             | 경상북도 대구시 본리동                                               | 달성군 성서면 본리동→성서읍 본리동→대구직할시 서구 성서출장소 본리동   | 대구직할시 서구 성서출장소 본리동→서구 본리동→달서구 본리동                                      | 대구광역시 달서구 본리동                                    | 대구광역시 달서구 본리동                   |
| 본동               | 본동 일부                    | 대구부 감물천면 본리동, 감천동, 작촌동 | 경상북도 달성군 성서면 본리동                             | 경상북도 대구시 본리동                                               | 달성군 성서면 본리동→성서읍 본리동→대구직할시 서구 성서출장소 본리동   | 대구직할시 서구 성서출장소 본리동→남구 송현동→남구 송현본동→달서구 송현본동→달서구 본동          | 대구광역시 달서구 본동                                      | 대구광역시 달서구 본동                     |

1982년부터는 행정동 기준으로 변천사 서술, 단 두류동과 성당동은 1963년 구제 실시 이후 대구시 서구에 잔존하였으므로 1965년부터 행정동 기준으로 변천사 서술

## 주요 기관
- 대구성서경찰서
- 대구지방조달청
- 대구지방법원 서부지원
- 대구지방검찰청 서부지청
- 웃는얼굴아트센터
- 이마트 성서점
- 홈플러스 성서점

## 주거지구
- 성서지구
- 용산지구
- 장기지구
- 본리동

## 같이 보기
- 달서구
- 월배동
- 성서산업단지
- 달구벌대로